# Communauté de communes Cœur de Garonne
La communauté de communes Cœur de Garonne est une communauté de communes française située dans le département de la Haute-Garonne, en région Occitanie.

## Historique
Cette communauté de communes résulte de la fusion, le 1er janvier 2017, de la communauté de communes du canton de Cazères, la communauté de communes de la Louge et du Touch et la communauté de communes du Savès. Son siège est fixé à Cazères.

### Identité visuelle

Logo de la communauté depuis décembre 2018

## Territoire communautaire

### Géographie
Elle s'étend de Sainte-Foy-de-Peyrolières à Montberaud. 

### Composition
La communauté de communes est composée des 48 communes suivantes :

| Nom                       | Code Insee | Gentilé          | Superficie (km2) | Population (dernière pop. légale) | Densité (hab./km2) |
| ------------------------- | ---------- | ---------------- | ---------------- | --------------------------------- | ------------------ |
| Cazères (siège)           | 31135      | Cazériens        | 19,55            | 4 818 (2022)                      | 246                |
| Beaufort                  | 31051      | Beaufortains     | 8,51             | 479 (2022)                        | 56                 |
| Bérat                     | 31065      | Bératais         | 24,46            | 3 079 (2022)                      | 126                |
| Boussens                  | 31084      | Boussinois       | 4,33             | 1 108 (2022)                      | 256                |
| Cambernard                | 31101      | Cambernadais     | 8,48             | 496 (2022)                        | 58                 |
| Castelnau-Picampeau       | 31119      | Picampallois     | 11,3             | 226 (2022)                        | 20                 |
| Casties-Labrande          | 31122      | Castandois       | 8,7              | 95 (2022)                         | 11                 |
| Couladère                 | 31153      | Couladériens     | 2,18             | 413 (2022)                        | 189                |
| Forgues                   | 31189      | Forguais         | 5,24             | 217 (2022)                        | 41                 |
| Le Fousseret              | 31193      | Fousseretois     | 38,31            | 1 875 (2022)                      | 49                 |
| Francon                   | 31196      | Franconais       | 9,54             | 239 (2022)                        | 25                 |
| Fustignac                 | 31204      | Fustignacois     | 3,96             | 71 (2022)                         | 18                 |
| Gratens                   | 31229      | Gratenois        | 15,15            | 763 (2022)                        | 50                 |
| Labastide-Clermont        | 31250      | Clermontais      | 14,58            | 682 (2022)                        | 47                 |
| Lahage                    | 31266      | Hageois          | 7,65             | 205 (2022)                        | 27                 |
| Lautignac                 | 31283      | Altinacois       | 17,77            | 247 (2022)                        | 14                 |
| Lescuns                   | 31292      | Lescunais        | 3,01             | 74 (2022)                         | 25                 |
| Lherm                     | 31299      | Lhermois         | 27,26            | 3 849 (2022)                      | 141                |
| Lussan-Adeilhac           | 31309      | Lulhacois        | 12,62            | 238 (2022)                        | 19                 |
| Marignac-Lasclares        | 31317      | Mariclarains     | 10,01            | 476 (2022)                        | 48                 |
| Marignac-Laspeyres        | 31318      | Maripeyrains     | 12,41            | 199 (2022)                        | 16                 |
| Martres-Tolosane          | 31324      | Martrais         | 23,52            | 2 388 (2022)                      | 102                |
| Mauran                    | 31327      | Maurannais       | 5,09             | 203 (2022)                        | 40                 |
| Mondavezan                | 31349      | Mondavezanais    | 21,09            | 899 (2022)                        | 43                 |
| Monès                     | 31353      | Monésiens        | 2,52             | 88 (2022)                         | 35                 |
| Montastruc-Savès          | 31359      | Astrimontois     | 5,75             | 63 (2022)                         | 11                 |
| Montberaud                | 31362      | Montberaudois    | 15,87            | 195 (2022)                        | 12                 |
| Montclar-de-Comminges     | 31367      | Montclarais      | 6,45             | 75 (2022)                         | 12                 |
| Montégut-Bourjac          | 31370      | Montégutains     | 5,52             | 128 (2022)                        | 23                 |
| Montgras                  | 31382      | Montgrassiens    | 3,99             | 115 (2022)                        | 29                 |
| Montoussin                | 31387      | Montoussinois    | 4,83             | 130 (2022)                        | 27                 |
| Palaminy                  | 31406      | Palaminyciens    | 11,13            | 772 (2022)                        | 69                 |
| Le Pin-Murelet            | 31419      | Mureletains      | 12,04            | 166 (2022)                        | 14                 |
| Plagne                    | 31422      | Plagnains        | 4,15             | 95 (2022)                         | 23                 |
| Plagnole                  | 31423      | Plagnolais       | 7,24             | 333 (2022)                        | 46                 |
| Le Plan                   | 31425      | Planois          | 8,02             | 434 (2022)                        | 54                 |
| Polastron                 | 31428      | Polastronnais    | 4,78             | 64 (2022)                         | 13                 |
| Poucharramet              | 31435      | Pocharramétois   | 22,53            | 968 (2022)                        | 43                 |
| Pouy-de-Touges            | 31436      | Pouysois         | 13,79            | 432 (2022)                        | 31                 |
| Rieumes                   | 31454      | Rieumois         | 30,9             | 3 564 (2022)                      | 115                |
| Saint-Araille             | 31469      | Saint-Araillais  | 6,54             | 125 (2022)                        | 19                 |
| Saint-Élix-le-Château     | 31476      | Saint-Élixois    | 10,52            | 927 (2022)                        | 88                 |
| Saint-Michel              | 31505      | Saint-Michelains | 15,53            | 310 (2022)                        | 20                 |
| Sainte-Foy-de-Peyrolières | 31481      | Foyens           | 38,02            | 2 093 (2022)                      | 55                 |
| Sajas                     | 31520      | Sajassiens       | 5                | 105 (2022)                        | 21                 |
| Sana                      | 31530      | Sanasiens        | 2,74             | 239 (2022)                        | 87                 |
| Savères                   | 31538      | Saveriens        | 10,71            | 213 (2022)                        | 20                 |
| Sénarens                  | 31543      | Sénarenois       | 6,93             | 118 (2022)                        | 17                 |

### Démographie
| 1968   | 1975   | 1982   | 1990   | 1999   | 2007   | 2012   | 2017   | 2021   |
| ------ | ------ | ------ | ------ | ------ | ------ | ------ | ------ | ------ |
| 19 705 | 19 528 | 21 114 | 22 473 | 23 974 | 30 438 | 33 453 | 34 767 | 35 015 |

## Administration

### Siège
Le siège de la communauté de communes est situé à Cazères, 31 Promenade du Campet.

### Conseil communautaire
La communauté de communes  est administrée par le conseil de communauté, composé de 87 conseillers, élus pour 6 ans.
Ils sont répartis comme suit :
| Nombre de conseillers | Communes                                                                                         |
| --------------------- | ------------------------------------------------------------------------------------------------ |
| 9                     | Cazères                                                                                          |
| 7                     | Lherm, Rieumes                                                                                   |
| 5                     | Bérat                                                                                            |
| 4                     | Martres-Tolosane, Sainte-Foy-de-Peyrolières                                                      |
| 3                     | Le Fousseret                                                                                     |
| 2                     | Boussens, Gratens, Labastide-Clermont, Mondavezan, Poucharramet, Palaminy, Saint-Élix-le-Château |
| 1                     | les 34 autres communes                                                                           |

### Présidence
| Période                                  | Période         | Identité           | Étiquette | Qualité                                                              |
| ---------------------------------------- | --------------- | ------------------ | --------- | -------------------------------------------------------------------- |
| 1er janvier 2017                         | 26 janvier 2017 | Christian Sans     | PS        | Président par intérim, Conseiller départemental et maire de Boussens |
| 26 janvier 2017                          | 16 juillet 2020 | Gérard Capblanquet | PS        | Maire de Marignac-Lasclares                                          |
| 16 juillet 2020                          | En cours        | Paul-Marie Blanc   | PS        | Maire de Bérat                                                       |
| Les données manquantes sont à compléter. |                 |                    |           |                                                                      |

### Bureau
Le bureau communautaire est composé du président et de 15 vice-présidents. Le conseil communautaire délègue une partie de ses compétences au bureau et au président.

### Compétences

#### Les compétences obligatoires
- Aménagement de l’espace pour la conduite d’actions d’intérêt communautaire (Soutien technique et financier aux communes pour l’élaboration des documents d’urbanisme)
- Actions de développement économique
- Aménagement, entretien et gestion des aires d’accueil des gens du voyage et des terrains familiaux locatifs
- Collecte et traitement des déchets des ménages et déchets assimilés.
- Élaboration du plan climat-air-énergie territorial

#### Les compétences optionnelles
- Politique du logement et du cadre de vie (programme local de l’habitat-PLH)
- Création, aménagement et entretien de la voirie d’intérêt communautaire
- Action sociale (Portage de repas, service d’aide à domicile)
- Construction, entretien et fonctionnement d’équipements culturels et sportifs (Salle de spectacle, stade, gymnase)
- Création et gestion de maisons de services au public (MSAP)
- Eau

#### Les compétences supplémentaires
- Tourisme
- Culture
- Communications électroniques
- Enfance et Jeunesse
- Petite enfance

#### Les compétences diverses
- Soutien technique des plans de mise en accessibilité de la voirie et des aménagements des espaces publics
- Promotion des énergies renouvelables
- Ramassage des animaux errants avec hébergement des animaux en structure privée
- Contributions au budget du SDIS (service départemental d’incendie et de secours)

### Régime fiscal et budget
Le régime fiscal de la communauté de communes est la fiscalité professionnelle unique (FPU).